# Таунхауз

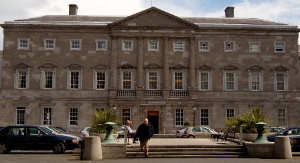
Leinster House, 18 сторіччя, Дублін

Таунха́уз, або таунгауз (англ. town house — «міський будинок») — цим терміном називали міську резиденцію представника аристократії. Будинки могли стояти окремо, але в більшості випадків вони будувалися в ряд і примикали один до одного. Тому в США цей термін почав застосовуватись в архітектурі та містобудуванні для будь-якої малоповерхової забудови невисокої щільності, зокрема і для стилю, що виник у Європі в 16-му столітті, де ряд ідентичних або дзеркальних будинків мали спільні бічні стіни (тераседхауз у Великій Британії). У сучасному значенні це — будинки-квартири для декількох сімей, сполучені в один корпус.

## Історія

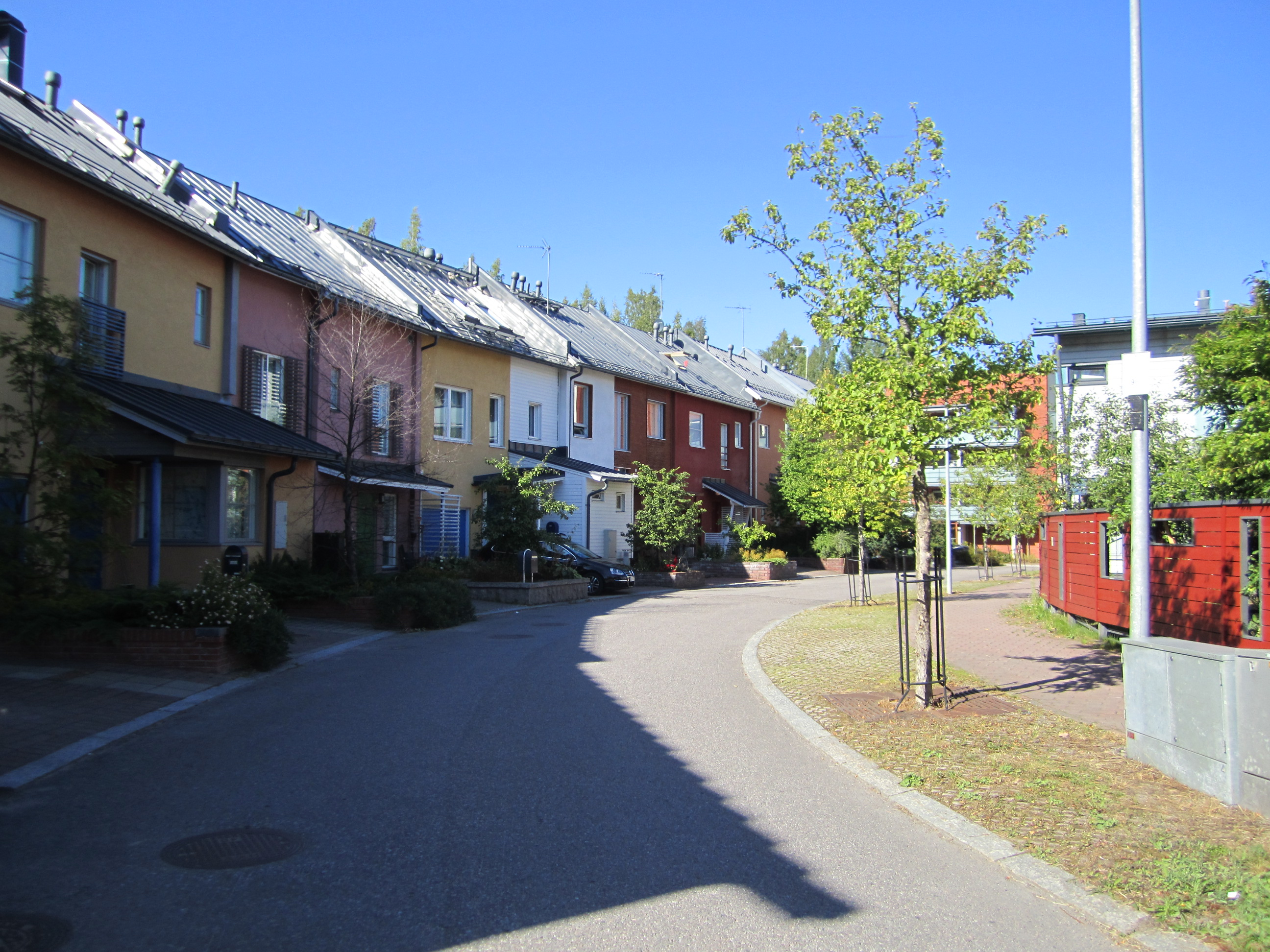
Таунхауси в Мальмінкартано, Гельсінкі, Фінляндія.

Історично таунхауз був міською резиденцією шляхетної багатої родини, яка володіла одним або кількома заміськими маєтками або будинками, у яких вони жили протягом більшої частини року. Землевласники зі слугами переїжджали в міський будинок (таунхауз) на час соціального сезону (коли відбувались великі бали). Пізніше такий формат житла поширився в Північній Америці. Також поширені таунхаузи в країнах Азії, в Австралії та Південній Африці.
Пізніше в Америці термін «таунхауз» або «таунгом» (townhome, town home) почав використовуватись для опису неоднотипних будинків у приміських районах, що проєктувалися з імітацією відокремленої або напіввідокремленої (будинок на дві квартири) забудови. Нині термін «таунхауз» іноді використовується також для опису житла, що імітує окремий будинок, але об'єднаний у багатоквартирний комплекс (ровхауз у Північній Америці, тераседхауз у Великій Британії). Різниця між житловим помешканням, яке називають квартирою, і тим, яке називають «таунхауз», полягає в тому, що таунхауз зазвичай кількаповерховий і має власний вхід з вулиці на противагу квартирі, що займає зазвичай тільки один поверх і має вхід через внутрішні сходи й коридори загального користування.

## Таунгаузи в Україні

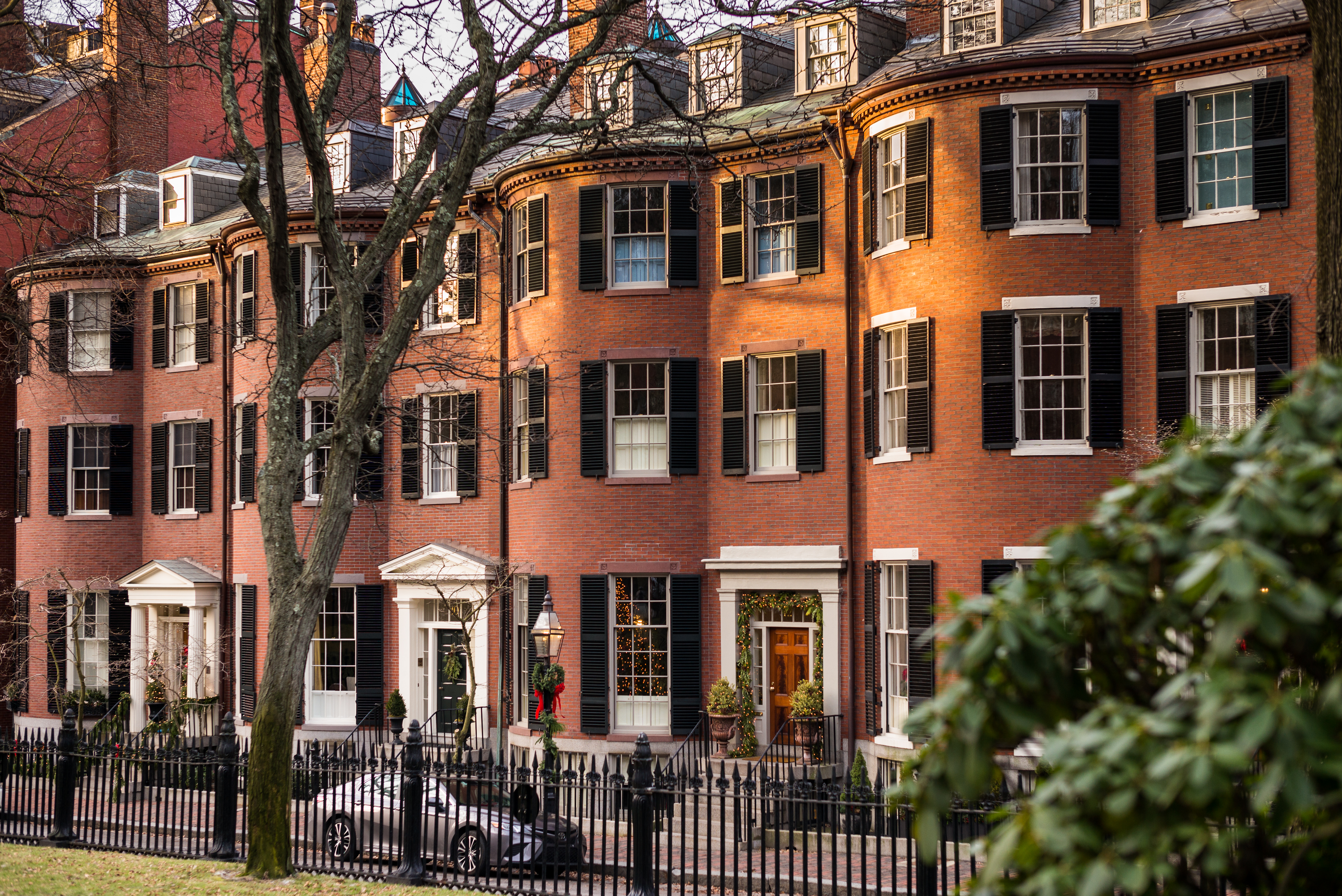
Таунхауси в Бікон Хілл, Бостон.

Цей формат житла прийшов в Україну порівняно нещодавно. Здебільшого таунгаузи будуються поруч з великими містами (переважна більшість таких збудована в передмісті Києва), являють собою невеликі містечка з міською інфраструктурою. Приклади комплексів з таунгаузами вже є в містах і селах біля Києва: Ірпінь, Вишневе, Буча, Софіївська Борщагівка, Славутич, а також в околицях Львова, і самі забудовники вважають ці кроки початком «революції на ринку нерухомості».

## Таунхаузи в Європі
У Великій Британії більшість таунхаузів мають терасу. Лише незначна частина з них, зазвичай найбільша, була відокремлена, але навіть аристократи, чиї заміські будинки займали сотні чи тисячі акрів землі, часто жили в будинках із терасами в місті. Наприклад, герцог Норфолкський володів замком Арандел у Західному Сассексі, тоді як його лондонський будинок, Норфолк Хаус, був будинком із терасою на площі Сент-Джеймс завширшки понад 30 метрів.

## Таунхаузи в Північній Америці

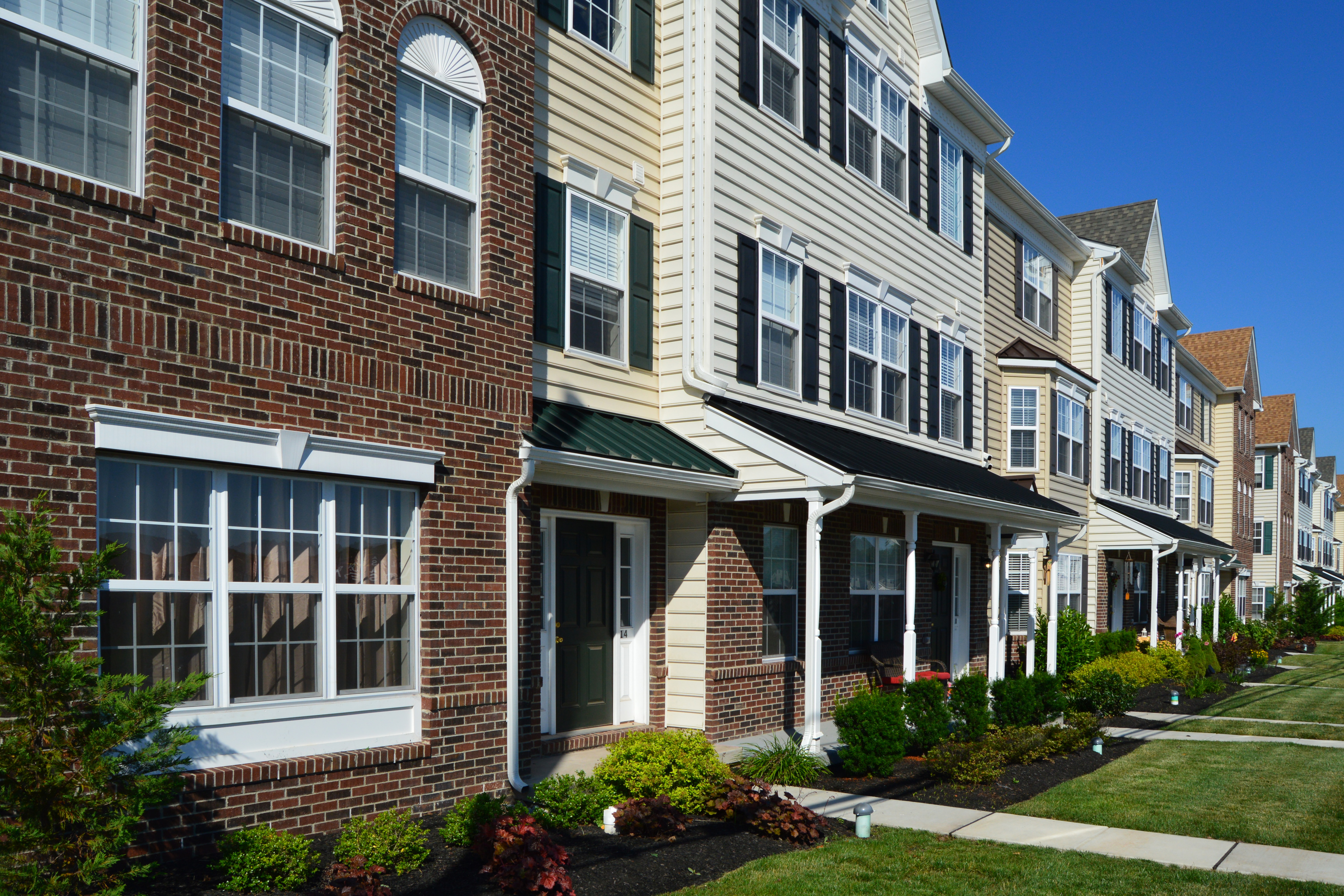
Таунхауси, побудовані одним забудовником у Соудертон, Пенсільванія.

У Сполучених Штатах і Канаді таунхауз має два значення. Позначає невеликий будинок у місті, але через багатоповерховість (іноді шість і більше) він має великий житловий простір, часто з кімнатами для прислуги. Невелика площа таунхауза дозволяє йому знаходитися в межах пішої прогулянки або на відстані громадського транспорту від ділових і промислових районів міста, але при цьому є достатньо розкішним для заможних жителів міста.
Таунхаузи дорогі там, де окремі будинки на одну сім’ю є рідкістю, наприклад у Нью-Йорку, Чикаго, Бостоні, Філадельфії, Монреалі, Вашингтоні та Сан-Франциско.
Будинки в рядах схожі й складаються з кількох суміжних однотипних одиниць, що спочатку знаходилися в старих міських районах, які ще не були запущені автомобілями, наприклад у Балтиморі, Філадельфії, Річмонді, Вірджинії, Чарльстоні, Південній Кароліні, Савані, Джорджії та Новому Орлеані, але тепер зустрічаються і в дешевих містах, житлові забудови також часто у передмістях. Будинок у рядах має суцільний дах і фундамент, а одна стіна розділяє сусідні таунхаузи, але деякі мають подвійну стіну з повітряним простором шириною в дюйми між ними на спільній основі. Будинок у рядах, як правило, буде меншим і менш розкішним, ніж житло під назвою таунхауз.